# 塞利姆二世
塞利姆二世（1524年5月28日—1574年12月15日）是鄂圖曼帝國的第十一任蘇丹，1566年至1574年間在位。他被稱為酒鬼塞利姆（Sarhoş Selim），此外，因其頭髮與鬍鬚皆為淡金色，也獲得金髮塞利姆（Sarı Selim）的綽號。
塞利姆二世是蘇萊曼一世及其妻许蕾姆苏丹之子，早年的塞利姆似乎不太可能成為王位的繼承人，直到他父親最寵愛的哥哥穆罕默德皇子死於天花，另一位同父異母的兄長穆斯塔法皇子被蘇萊曼一世下令處決，以及弟弟巴耶濟德皇子在塞利姆與他父親的協調之下被殺害後，塞利姆成功坐上了蘇丹的寶座。

## 早年
1524年5月28日塞利姆出生於伊斯坦堡，他的母親是許蕾姆蘇丹，一名出生於東正教牧師家庭的東歐女子，後來成為蘇萊曼大帝的皇后 。
1545年，塞利姆與努爾巴努蘇丹在科尼亞結婚，努爾巴努蘇丹也是日後繼承塞利姆王位的穆拉德三世的母親。

## 統治

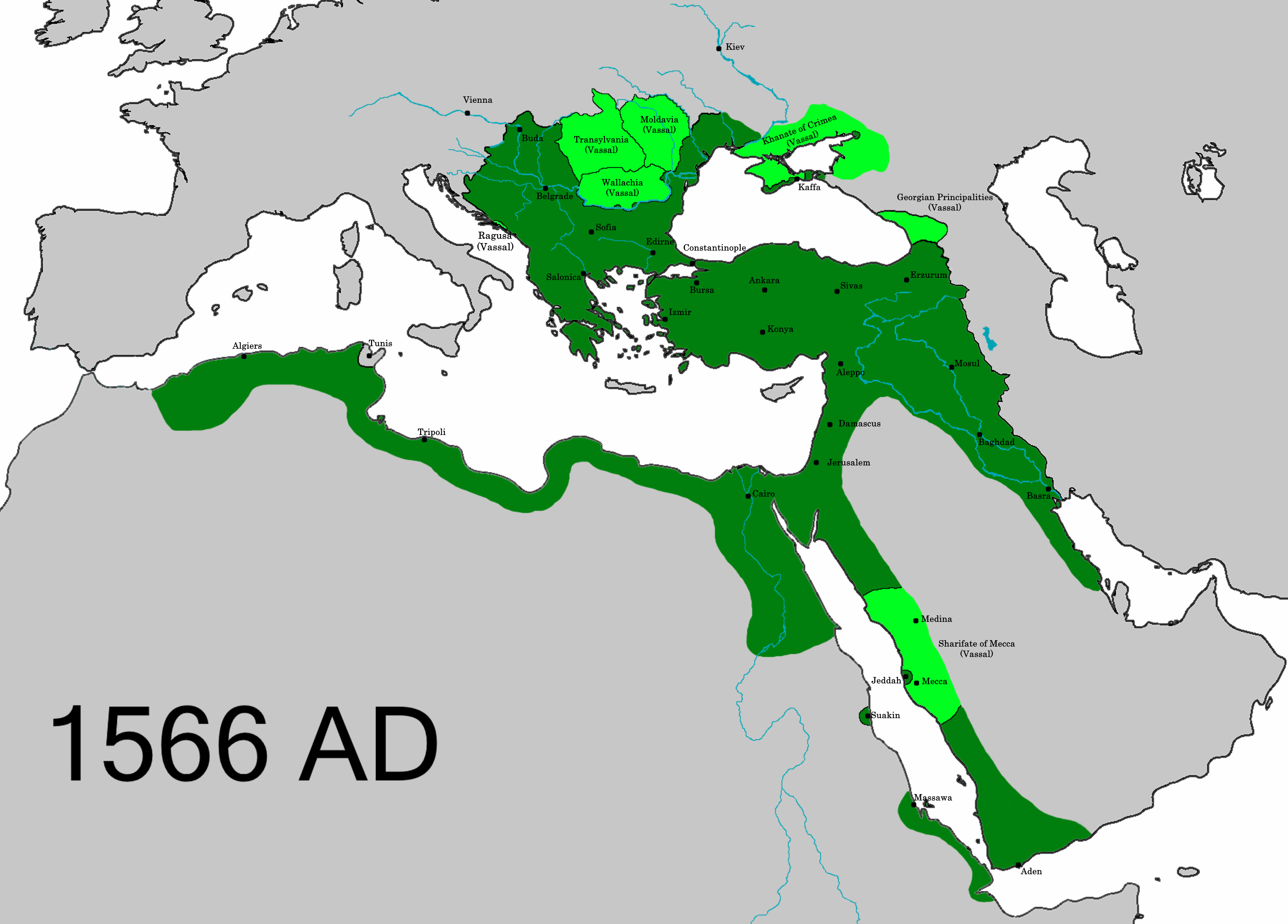
塞利姆二世繼位時鄂圖曼帝國的版圖

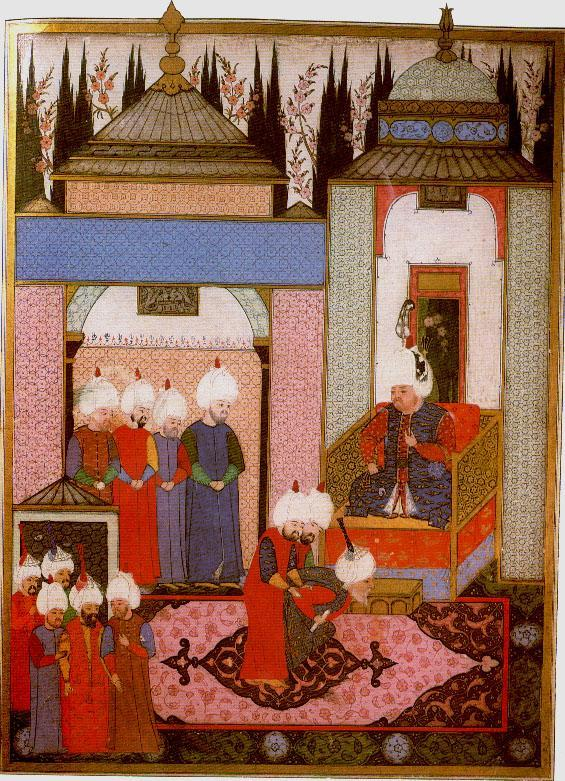
1567年塞利姆二世於埃迪爾內接見薩法維的使節

塞利姆二世在宮廷陰謀與兄弟間的爭鬥中勝出，並於1566年9月7日繼承王位。塞利姆是帝國首位對領軍作戰毫無興趣的蘇丹，自登基起便沉溺於酒色，盡情享受放蕩和墮落的生活，為此他得到了「酒鬼塞利姆」的綽號。塞利姆能幹的大維齊爾索库鲁·穆罕默德帕夏，則實際控制著帝國的國政。鄂圖曼帝國於1568年2月17日與哈布斯堡王朝的神聖羅馬皇帝馬克西米連二世締結條約，馬克西米連二世同意每年向鄂圖曼帝國「贈送」三萬枚金币，以及實際上承認奧斯曼對摩爾達維亞以及瓦拉幾亞的主權。
面對俄羅斯帝國塞利姆就沒有那麼幸運了，伊斯坦堡當局訂立了一個計劃，打算以運河把伏爾加河及頓河連接起來，以仰制俄羅斯帝國向鄂圖曼北部邊界的擴張。在1569年夏天，一支由精銳土耳其新軍及騎兵組成的大軍前往圍攻阿斯特拉罕並展開運河工程，同時鄂圖曼艦隊圍困了亞速海。然而，阿斯特拉罕的俄羅斯守軍擊退了圍城者，另外一支一萬五千名俄羅斯援軍襲擊並驅散了建造運河的工人及保護他們的韃靼軍隊。鄂圖曼帝國的艦隊隨後也被一場風暴摧毀。1570年初，俄羅斯伊凡四世的大使在伊斯坦堡締結了一項恢復兩國間友好關係的和約。
帝國在漢志及也門的遠征頗為成功，鄂圖曼人在1571年佔領塞浦路斯，為塞利姆二世帶來他喜愛的葡萄酒，但於同年10月西班牙與意大利諸邦的聯合艦隊在勒班陀战役重創了鄂圖曼的艦隊。
不過帝國破碎的艦隊短短六個月內就恢復了（新艦隊由大約一百五十艘軍艦和八艘加萊賽戰船組成），而鄂圖曼帝國依舊掌控著地中海東部。1574年8月，在塞利姆去世前的幾個月，帝國重新奪回西班牙於1572年占領的突尼斯。
在塞利姆統治期間，因為母親許蕾姆蘇丹在他登基前便已去世，所以塞利姆的姐姐米赫麗瑪蘇丹負責擔任掌管後宮事務蘇丹皇太后的角色。
與父親蘇萊曼一世的決定正好相反，塞利姆以歸還居爾巴哈爾蘇丹的地位和財富而聞名，塞利姆還幫他於1553年遭處決的哥哥穆斯塔法皇子修建了陵墓。
1574年，他因醉酒在澡堂大理石地板摔倒后身亡。

## 家庭

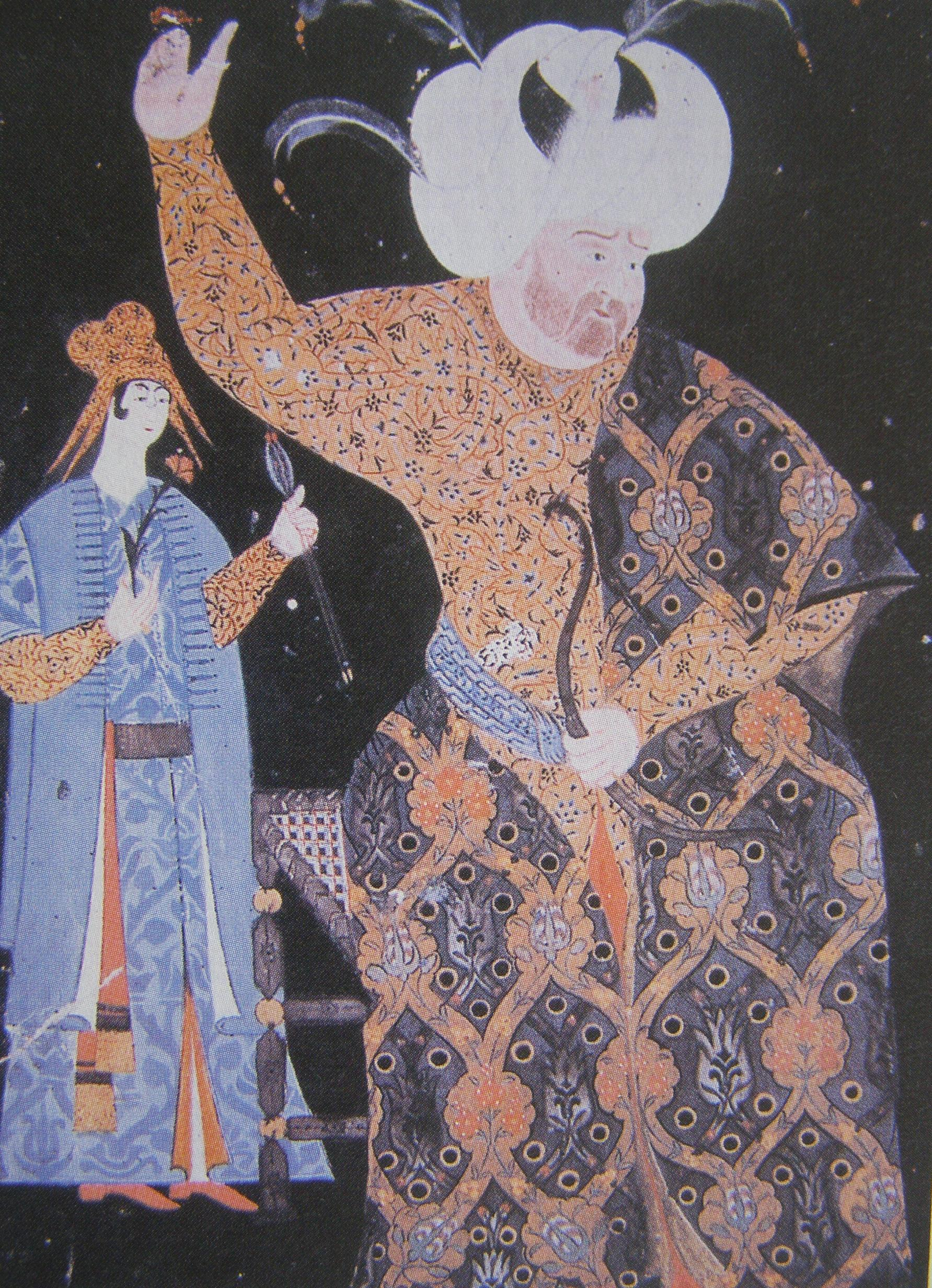
塞利姆二世

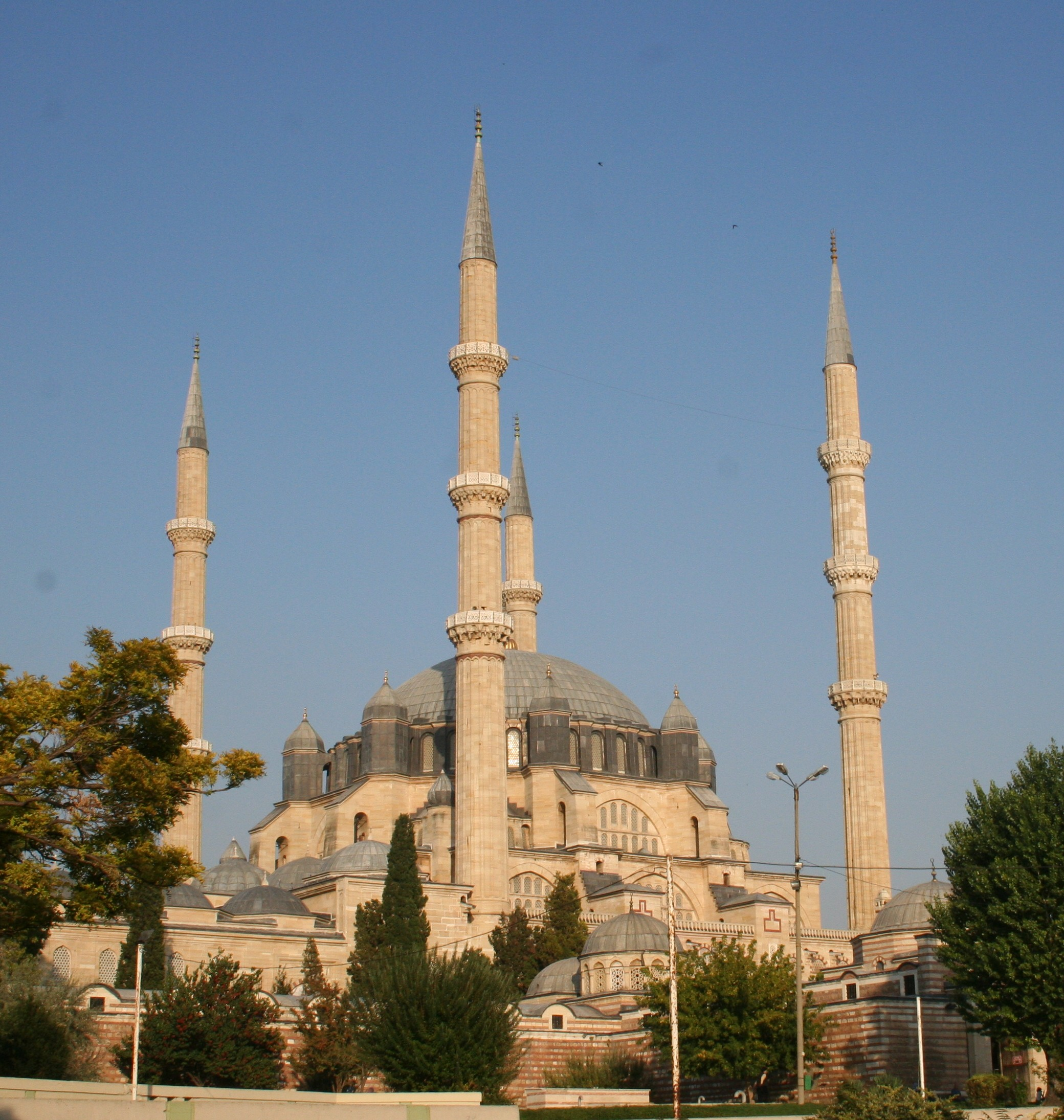
塞利米耶清真寺

塞利姆二世的皇后努爾巴努蘇丹是威尼斯人，她為塞利姆生下了繼承人穆拉德三世與三名女兒，努爾巴努蘇丹身為蘇丹皇后，她每天會收到一千枚阿斯普隆，而一般的皇子的母親，每日則僅有四十枚阿斯普隆的收入。除此之外，塞利姆二世另外賜予努爾巴努蘇丹十一萬枚达克特，超越了他的父親蘇萊曼一世給予許蕾姆蘇丹的十萬枚達克特。根據學者萊斯利·皮爾斯的說法，塞利姆另有四名王妃，每位妃子各生下一名皇子，奧古斯塔·漢密爾頓則記載塞利姆有多達兩千名的妃嬪。
后妃
- 努爾巴努蘇丹
- 穆罕默德皇子的母親[4]
- 穆斯塔法皇子的母親[4]
- 蘇萊曼皇子的母親[4]
- 阿卜杜勒皇子的母親[4]

兒子
塞利姆有七個兒子：
- 穆拉德三世
- 穆罕默德皇子（Şehzade Mehmed，1572年去世，葬於苏莱曼尼耶清真寺）
- 阿卜杜勒皇子（Şehzade Abdullah，1574年12月22日於托卡比皇宮被殺害）
- 吉漢吉爾皇子（Şehzade Cihangir，1574年12月22日於托卡比皇宮被殺害）
- 穆斯塔法皇子（Şehzade Mustafa，1574年12月22日於托卡比皇宮被殺害）
- 奧斯曼皇子（Şehzade Osman，1574年12月22日於托卡比皇宮被殺害）
- 蘇萊曼皇子（Şehzade Suleiman，1574年12月22日於托卡比皇宮被殺害）

女兒
塞利姆有五個女兒：
- 伊思米罕蘇丹（英语：Ismihan Sultan）（1543年 - 1585年8月8日）努爾巴努蘇丹所生，在1562年首次嫁給索库鲁·穆罕默德帕夏，在1580年第二次嫁給德馬特·卡萊里寇茲·阿里帕夏[5]
- 吉芙赫罕蘇丹（英语：Gevherhan Sultan (daughter of Selim II)）（1544年 - ?）努爾巴努蘇丹所生，1562年首次嫁給皮雅利帕夏，1580年第二次嫁給恰拉·穆罕默德帕夏（英语：Cerrah Mehmed Pasha）結婚[5]
- 莎赫蘇丹（英语：Şah Sultan (daughter of Selim II)）（1546年 - 1577年11月3日）努爾巴努蘇丹所生，1562年首次嫁給德馬特·哈桑帕夏，第二次嫁給德馬特·札爾·馬哈茂德帕夏[5]
- 法特瑪蘇丹（英语：Fatma Sultan (daughter of Selim II)）（1559年 - 1580年10月）與卡尼里·席亞烏斯帕夏（英语：Kanijeli Siyavuş Pasha）結婚[5]
- 艾榭蘇丹（Ayşe Sultan）1584年10月14日與德馬特·克利奇阿里帕夏結婚[6]

## 圖集

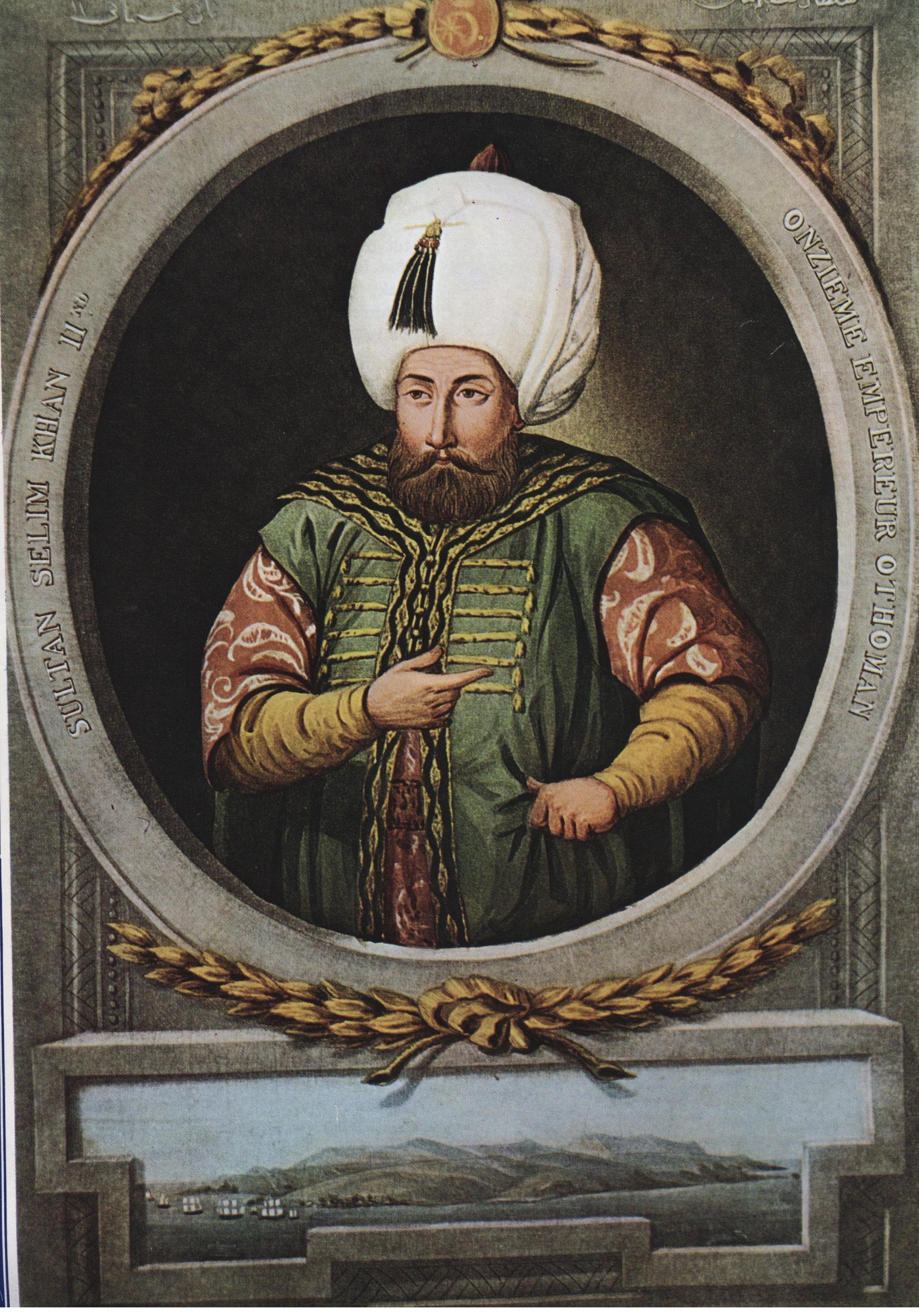
塞利姆二世
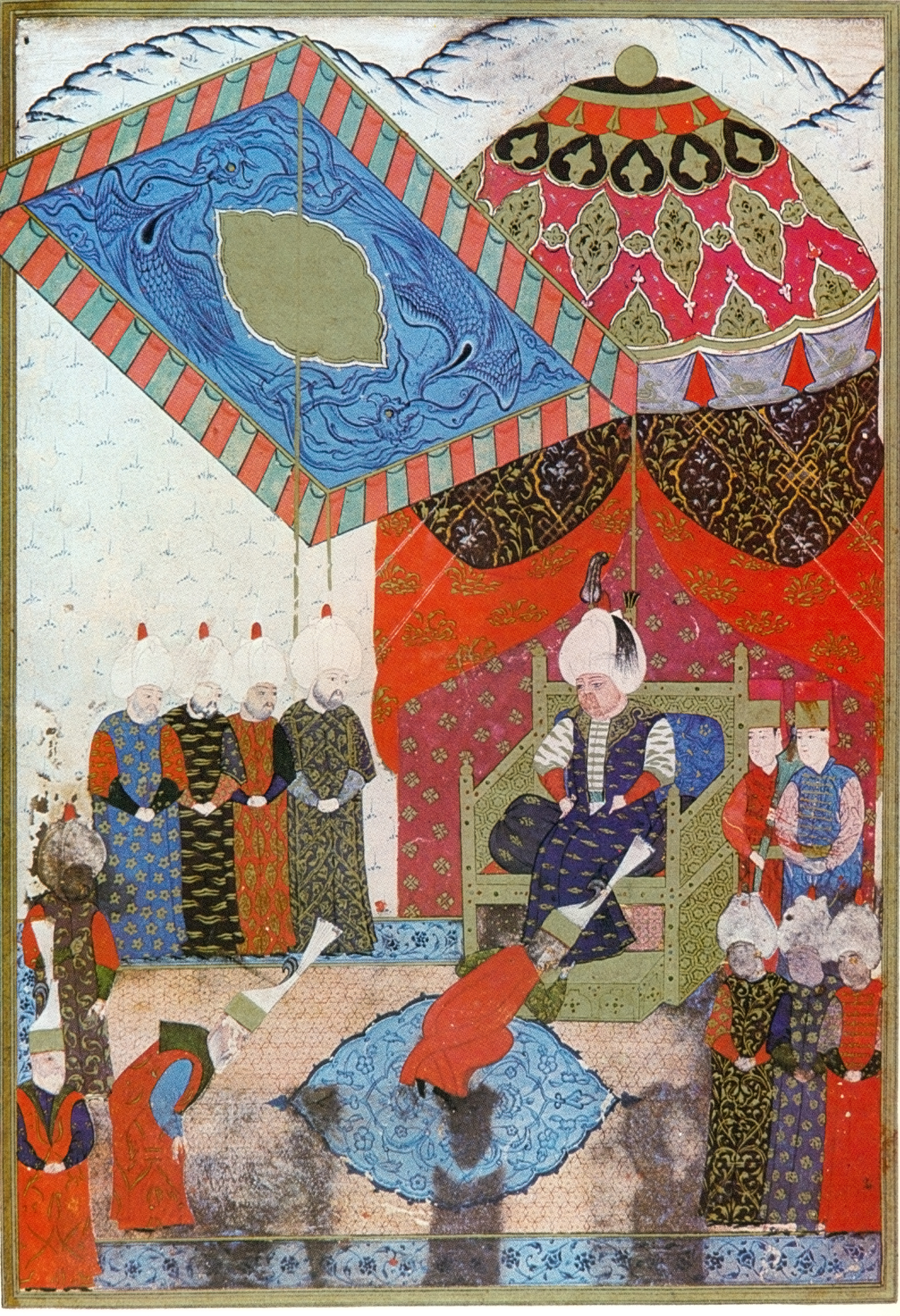
塞利姆二世登基
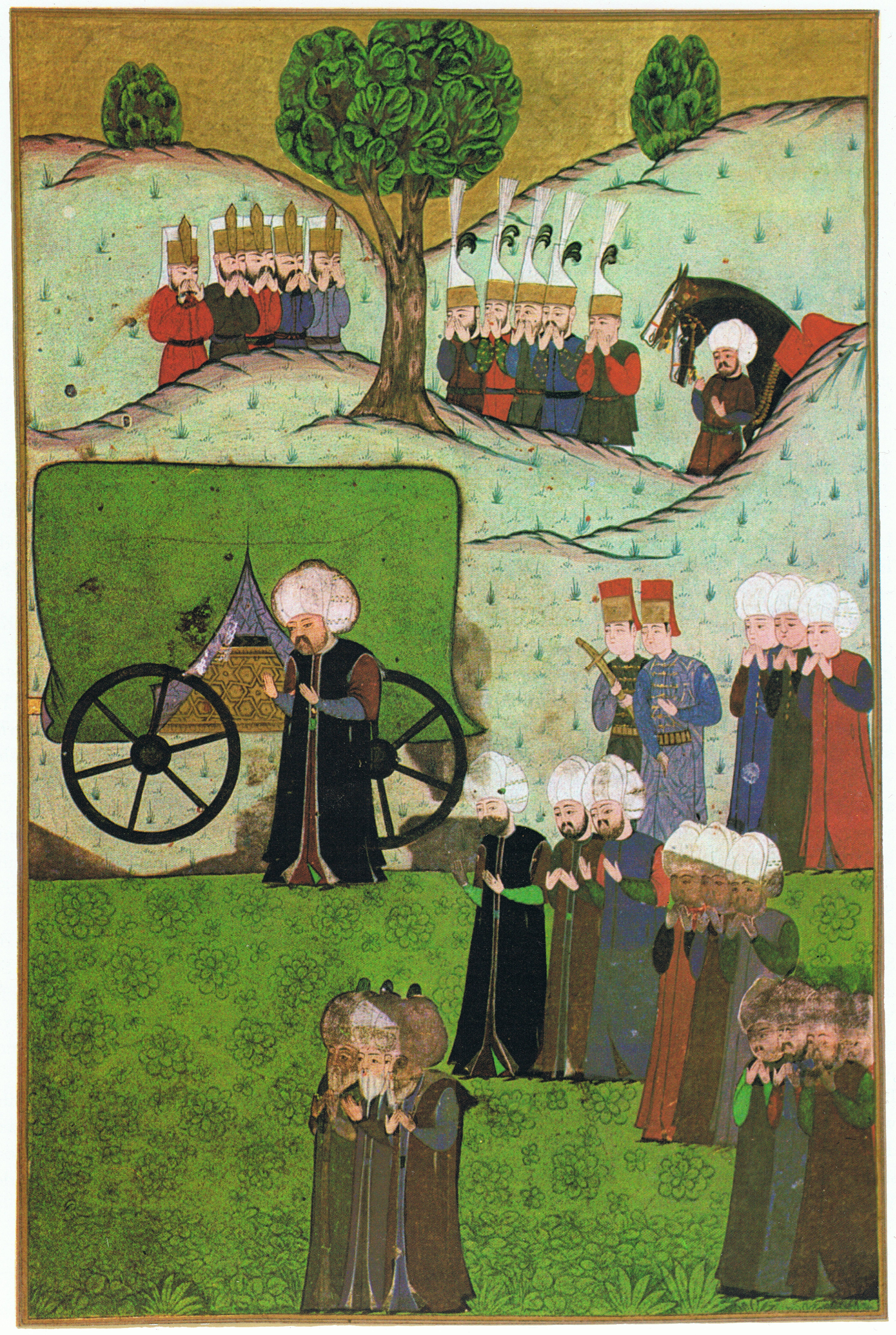
塞利姆在貝爾格勒迎接他父親蘇萊曼的遺體
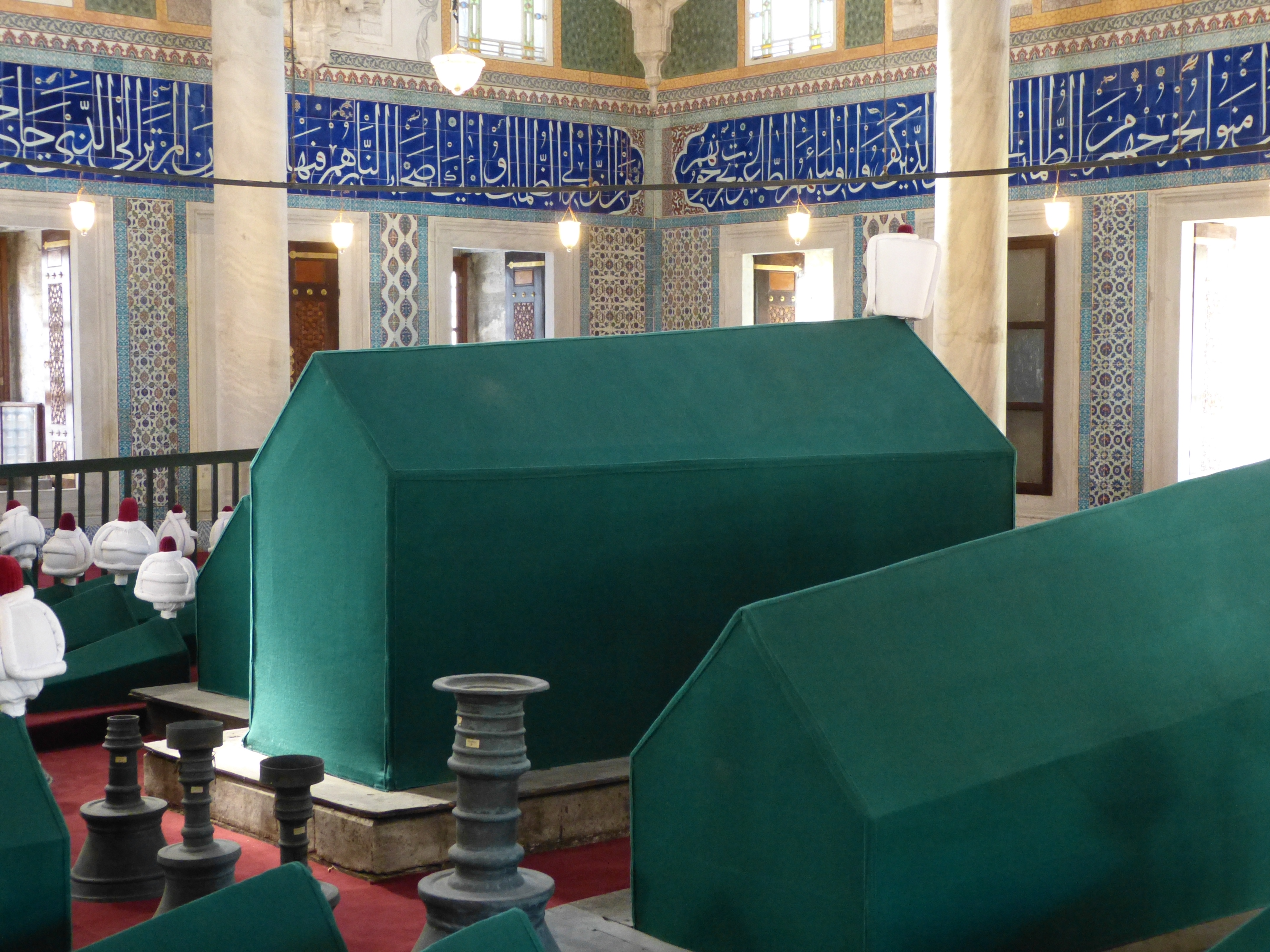
塞利姆二世的棺木
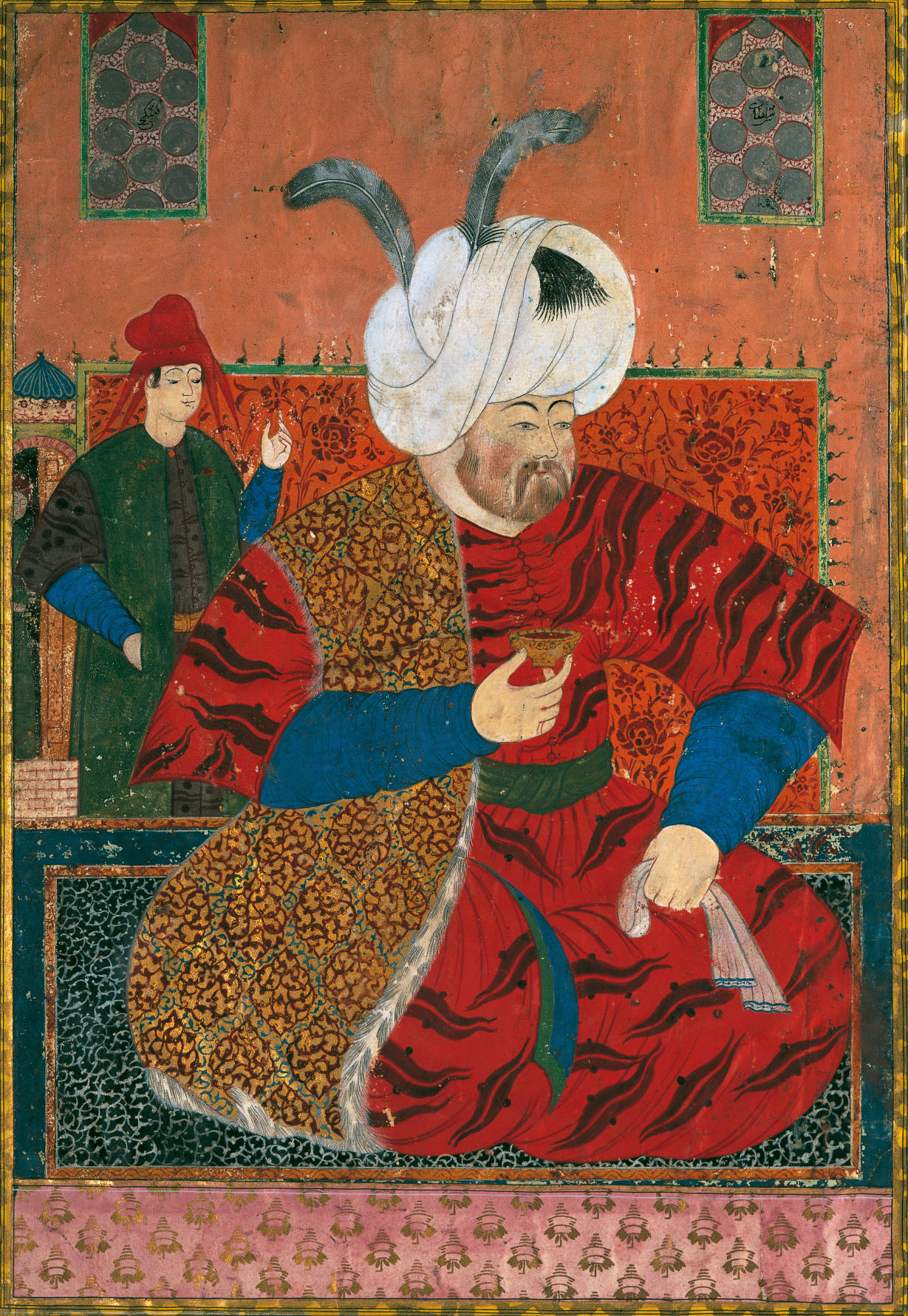
塞利姆二世

## 外部連結
| 塞利姆二世 奥斯曼王朝出生于：1524年5月28日逝世於：1574年12月12日 | 塞利姆二世 奥斯曼王朝出生于：1524年5月28日逝世於：1574年12月12日 | 塞利姆二世 奥斯曼王朝出生于：1524年5月28日逝世於：1574年12月12日 |
| 統治者頭銜                                                       | 統治者頭銜                                                       | 統治者頭銜                                                       |
| 伊斯蘭教遜尼派頭銜                                               | 伊斯蘭教遜尼派頭銜                                               | 伊斯蘭教遜尼派頭銜                                               |
| ---------------------------------------------------------------- | ---------------------------------------------------------------- | ---------------------------------------------------------------- |
| 前任者： 苏莱曼一世                                              | 鄂圖曼帝國第十一代蘇丹 伊斯蘭教第七十五代哈里發 1566年－1574年   | 繼任者： 穆拉德三世                                              |